# 本栖湖
本栖湖（日语：／ Motosu-ko）是日本富士山北麓的一湖，為富士五湖之一，橫跨山梨縣南都留郡富士河口湖町及南巨摩郡身延町。深度為五湖中最深，達121.6公尺，面積則是第三大，達4.7平方公里，水面標高為海拔900公尺。與富士五湖的西湖、精進湖擁有同一水脈，過去可能是同一湖泊。

## 其他
1984年發行的五千日圓紙幣，與2004年11月改版的一千日圓紙幣中，背面所印富士山下的湖面為本栖湖，由攝影家岡田紅陽的作品「湖畔之春」（湖畔の春）製作而成。

## 脚注
1. ↑  国土地理院.  (PDF). 2015-03-06  [2015-03-24]. （原始内容 (PDF)存档于2015-04-02）.
2. 1 2 3  . 国土地理院.   [2025-04-24]. （原始内容存档于2014-06-24）.

## 外部連結
- （日語）本栖湖介紹 （页面存档备份，存于）